# Aristolochia hirta
Aristolochia hirta L. – gatunek rośliny z rodziny kokornakowatych (Aristolochiaceae Juss.). Występuje naturalnie w Turcji oraz na wyspach Morze Egejskiego. Epitet gatunkowy "hirta" wywodzi się z języka łacińskiego i oznacza "owłosiona, najeżona, szorstka".

## Morfologia
PokrójBylina pnąca i płożąca o owłosionych pędach. Osiąga od 10 do 50 cm wysokości.
LiścieNaprzemianległe. Mają owalny, sercowaty lub grotowaty kształt. Mają 7–15 cm długości oraz 5–10 cm szerokości. Są krótko owłosione.
KwiatyZygomorficzne. Mają ciemną brązowo-kasztanową barwę i 4–8 cm długości. Mają kształt mocno wygiętej tubki. Są jasno owłosione wewnątrz.
OwoceTorebki o cylindrycznym kształcie i purpurowo-brunatnej barwie. Mają 3–5 cm długości i 2–2,5 cm średnicy. Pękają u podstawy.
Gatunki podobneRoślina jest podobna do gatunku A. cretica, ale górne liście są ostre i kwiaty mają ciemną brązowo-kasztanową barwę.

## Biologia i ekologia
Rośnie na stanowiskach skalistych, w zaroślach i gąszczach. Kwitnie od marca do maja.